# Inmaculada Concepción (Iglesia de San Miguel y San Julián)
La Inmaculada Concepción es una talla realizada hacia 1670 y atribuida al círculo de José de Rozas,  hijo del también escultor Alonso de Rozas. Está ubicada en la Capilla de la Inmaculada de Iglesia de San Miguel y San Julián, en Valladolid (Castilla y León, España). Se conoce que para 1686 ya era la imagen titular de este espacio de acuerdo con el testamento de Ana de Aguilar. Del mismo modo, también se sabe que el autor se inspiró en un cuadro para su elaboración por la disposición del manto.